# Exercise Tiger
Exercise Tiger, of Operatie Tiger, was de codenaam voor een van de oefeningen voorafgaand aan de D-Day-invasie in Normandië. De oefening vond plaats op 27 april 1944 in Slapton Sands in Devon. Coördinatie- en communicatieproblemen leidde tot doden door eigen vuur, en een konvooi dat zich in positie bracht voor de landing werd door E-boten van de Duitse Kriegsmarine onder vuur genomen. Tijdens de operatie kwamen ten minste 749 Amerikaanse militairen om. In totaal vielen er meer doden dan tijdens de landing op Utah Beach. Door de aanstaande invasie in Normandië gold destijds strikte geheimhouding en werd het incident slechts minimaal gerapporteerd.

## Oefening

### Landingsoperaties

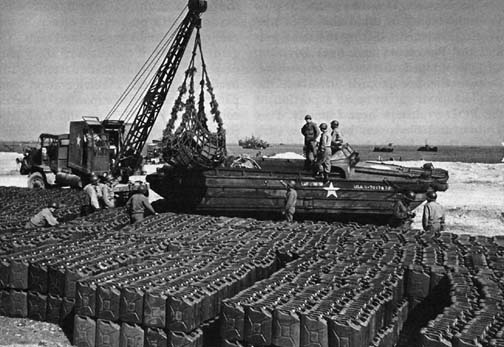
Een DUKW en brandstof bij Slapton

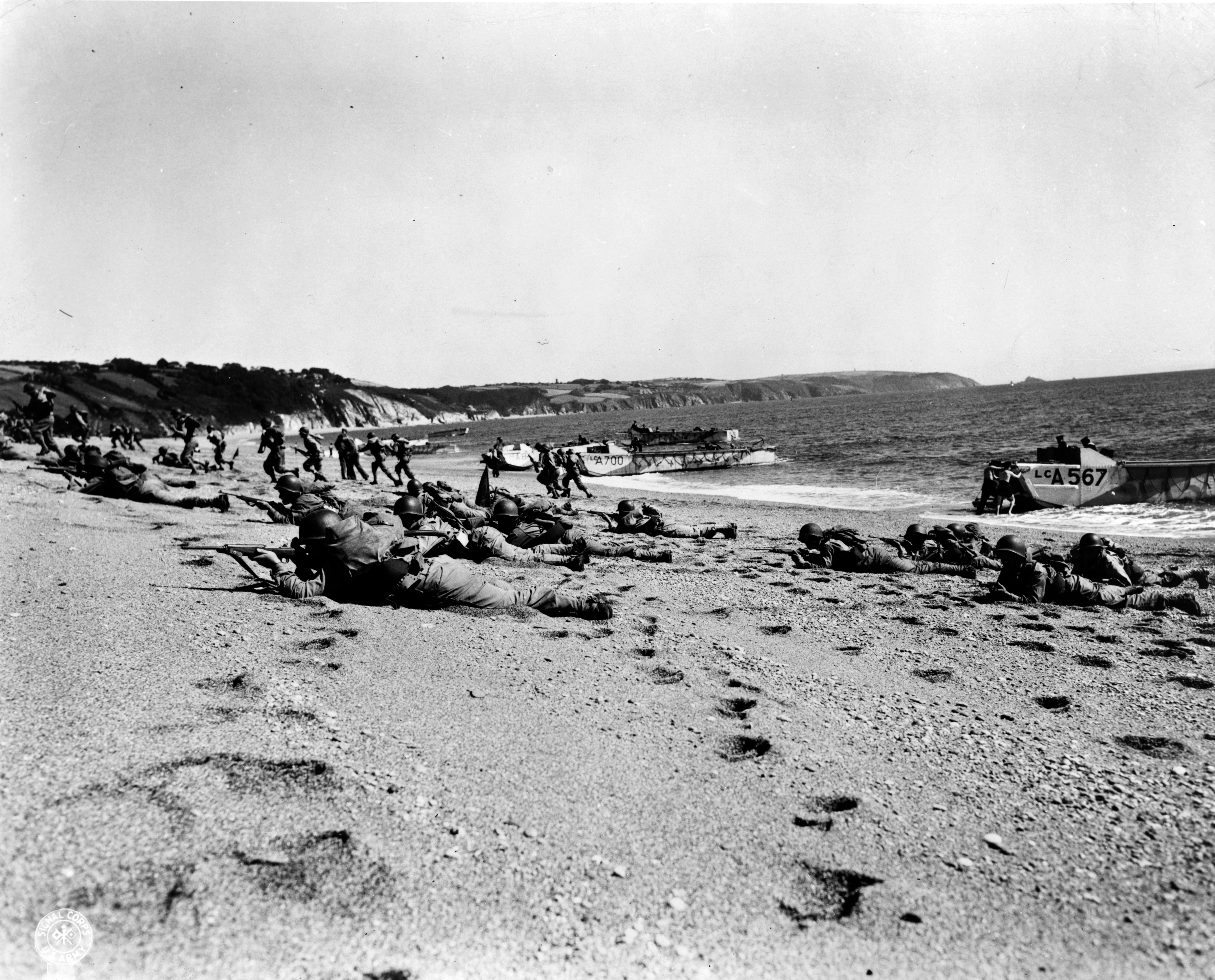
Oefening op 25 april 1944

Eind 1943 werd, als voorbereiding op de invasie in Normandië, door de Britse overheid een oefengebied bij Slapton Sands, Devon ingericht. Dit oefengebied werd gebruikt door "Force U", de Amerikaanse troepen die de aanval op Utah Beach zouden moeten uitvoeren. Slapton Sands werd gekozen vanwege vergelijkbare omstandigheden met Utah Beach, namelijk een kiezelstrand, gevolgd door een strook land en daarna een meer. Ongeveer 3000 lokale bewoners uit de omgeving van Slapton werden geëvacueerd. Sommigen waren tot die evacuatie nog nooit buiten hun dorp geweest.
De landingsoefeningen begonnen in december 1943. Exercise Tiger was een van de grotere landingsoefeningen in april en mei 1944. De oefening zou van 22 tot en met 30 april 1944 duren en omvatte alle aspecten van de invasie met als hoogtepunt een landing op Slapton Sands. Op 9 tanklandingsschepen (LSTs) bereidden 30.000 troepen zich voor op een oefeninvasie, waarbij met scherp geschoten zou worden.
Bescherming van het oefengebied kwam van de Royal Navy. Twee torpedobootjagers, drie torpedoboten en twee kanonneerboten patrouilleerden bij de ingang van 'Lyme Bay' en torpedoboten hielden de omgeving van Cherbourg in de gaten, waar de Duitse E-boten gestationeerd waren.
Tijdens de eerste fase van de oefening werd er gefocust op het in juiste volgorde inschepen. Dit duurde van 22 tot en met 25 april. In de avond van 26 april gingen de eerste troepen aan boord van hun schepen en voeren uit. Het was de bedoeling om de oversteek van het Kanaal na te bootsen door via een omweg naar Slapton te varen, om daar bij het ochtendgloren van 27 april aan te komen.

### Eigen vuur
De eerste oefenaanval vond plaats in de ochtend van 27 april 1944 en werd ontsierd door een incident met eigen vuur. Het uur U (H-hour) was gepland voor 7.30 uur en tijdens de oefening zou met scherp geschoten worden om de troepen te laten wennen aan het zicht, de geluiden en zelfs geuren van een marinebombardement. Om dezelfde reden zouden de troepen aan land, die de Duitsers speelden, met scherp over de hoofden van de landende troepen schieten. Dit alles op bevel van generaal Dwight Eisenhower die vond dat de troepen gehard moesten worden door blootstelling aan echte gevechtscondities. Vijftig minuten voor de landing zou een marinebombardement uitgevoerd worden.
Een aantal landingsschepen voor die ochtend waren vertraagd en de officier van dienst, de Amerikaanse admiraal Don P. Moon, besloot de landing met een uur uit te stellen, naar 8.30 uur. Een aantal landingsschepen die wel op tijd waren ontvingen dit bericht niet en landden op het originele tijdstip. De marine bombardeerde het strand terwijl de eerste troepen al geland waren, wat resulteerde in een onbekend aantal slachtoffers. Geruchten binnen de vloot spraken van 450 gesneuvelde militairen.

## Memorial

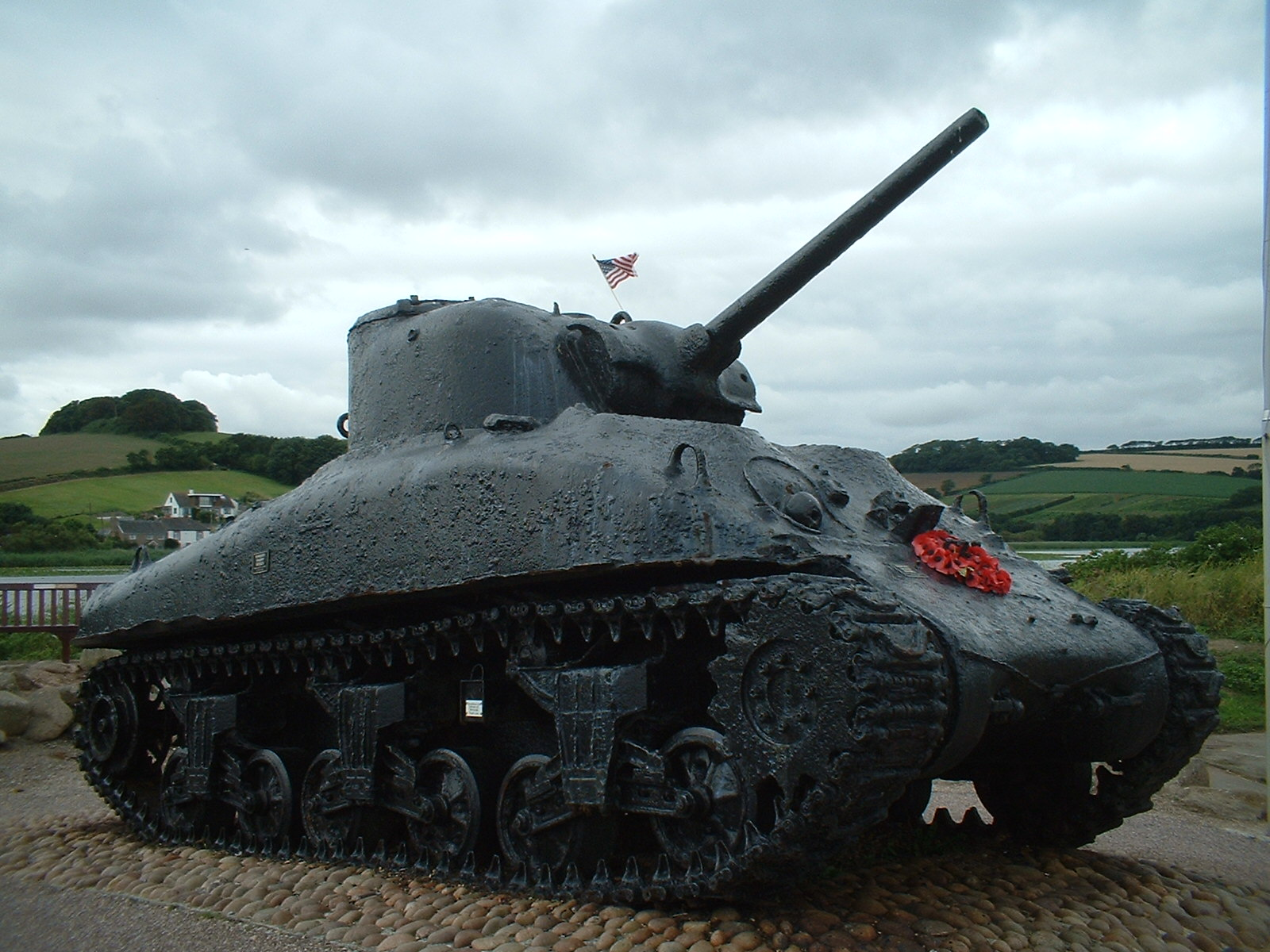
Sherman Tank Memorial bij Slapton Sands

In 1984 werd anderhalve kilometer uit de kust bij Slapton een M4 Sherman geborgen en als 'Sherman Tank Memorial' opgericht ter herdenking van de slachtoffers van Exercise Tiger. De tank is volledig zwart geschilderd. Grote pleitbezorger voor het monument was Ken Small, die in 1971 van vissers hoorde dat er in vrij ondiep water een object was aangetroffen, dat de betreffende Sherman bleek te zijn. Het kostte Small een jarenlange bureaucratische strijd om de tank van de Amerikaanse overheid te kunnen kopen voor 50 dollar. Daarna vergde het nog zo'n tien jaar inspanningen om de Britse autoriteiten te bewegen in te stemmen met het beoogde herdenkingsmonument. Na de dood van Dean, die veel in het zwart gekleed ging en door de nabestaanden van de Amerikaanse gesneuvelden wel The Black Saint werd genoemd, is de zorg voor het tankmonument overgenomen door zijn zoon en diens vrouw.